# 에드가 오뷔에
에드가 린데나우 오뷔에(덴마크어: Edgar Lindenau Aabye 1865년 9월 14일 ~ 1941년 4월 3ㅣ일)는 덴마크의 줄다리기 선수로 1900년 하계 올림픽에 참가했다.
덴마크/스웨덴의 혼성팀 선수로 줄다리기에 참가해서 금메달을 목에 걸었다.